# Bernard Ferrer
Bernard Ferrer (Orange, 23 gennaio 1964) è un ex calciatore francese di ruolo centrocampista o attaccante.

## Carriera

### Calciatore
Ha giocato quasi unicamente in patria, in particolare in Division 1 con le maglie di Auxerre, Brest, Tolosa e Olympique Marsiglia. Con i marsigliesi in particolare vinse il campionato di Division 2 1994-1995, ma a causa delle irregolarità finanziarie non poté essere promosso. L'anno successivo la squadra arrivò seconda in campionato e venne quindi promossa, permettendo a Ferrer di terminare la carriera con un'ultima stagione in Division 1.

## Statistiche

### Presenze e reti nei club
Statistiche aggiornate al termine della carriera.
| Stagione                   | Squadra                    | Campionato                 | Campionato | Campionato | Coppe nazionali | Coppe nazionali | Coppe nazionali | Coppe continentali | Coppe continentali | Coppe continentali | Altre coppe | Altre coppe | Altre coppe | Totale | Totale |
| Stagione                   | Squadra                    | Comp                       | Pres       | Reti       | Comp            | Pres            | Reti            | Comp               | Pres               | Reti               | Comp        | Pres        | Reti        | Pres   | Reti   |
| -------------------------- | -------------------------- | -------------------------- | ---------- | ---------- | --------------- | --------------- | --------------- | ------------------ | ------------------ | ------------------ | ----------- | ----------- | ----------- | ------ | ------ |
| 1983-1984                  | Auxerre                    | D1                         | 4          | 0          | CF              | 0               | 0               | -                  | -                  | -                  |             | -           | -           | 4      | 0      |
| 1984-1985                  | Auxerre                    | D1                         | 16         | 4          | CF              | 0               | 0               | CU                 | 1                  | 0                  | -           | -           | -           | 17     | 4      |
| 1985-1986                  | Auxerre                    | D1                         | 32         | 7          | CF              | 6               | 2               | CU                 | 2                  | 0                  | CdA         | 1+          | 1+          | 41+    | 10+    |
| 1986-1987                  | Auxerre                    | D1                         | 32         | 8          | CF              | 3               | 0               | -                  | -                  | -                  | -           | -           | -           | 35     | 8      |
| 1987-1988                  | Auxerre                    | D1                         | 6          | 1          | CF              | 0               | 0               | CU                 | 0                  | 0                  | -           | -           | -           | 6      | 1      |
| 1988-1989                  | Auxerre                    | D1                         | 17         | 4          | CF              | 2               | 0               | -                  | -                  | -                  | -           | -           | -           | 19     | 4      |
| lug.-ago. 1989             | Auxerre                    | D1                         | 5          | 1          | CF              | 0               | 0               | CU                 | 1                  | 0                  | -           | -           | -           | 6      | 1      |
| Totale Auxerre             | Totale Auxerre             | Totale Auxerre             | 112        | 25         |                 | 11              | 2               |                    | 4                  | 0                  |             | 1+          | 1+          | 128+   | 28+    |
| ago. 1989-1990             | Brest                      | D1                         | 22         | 5          | CF              | 2               | 0               | -                  | -                  | -                  | -           | -           | -           | 24     | 5      |
| 1990-1991                  | Brest                      | D1                         | 34         | 12         | CF              | 2               | 1               | -                  | -                  | -                  | -           | -           | -           | 36     | 13     |
| Totale Brest               | Totale Brest               | Totale Brest               | 56         | 17         |                 | 4               | 1               |                    | -                  | -                  |             | -           | -           | 60     | 18     |
| 1991-1992                  | Tolosa                     | D1                         | 15         | 5          | CF              | 1               | 0               | -                  | -                  | -                  | -           | -           | -           | 16     | 5      |
| 1992-1993                  | Tolosa                     | D1                         | 33         | 13         | CF              | 4               | 0               | -                  | -                  | -                  | -           | -           | -           | 37     | 13     |
| 1993-1994                  | Tolosa                     | D1                         | 23         | 4          | CF              | 0               | 0               | -                  | -                  | -                  | -           | -           | -           | 23     | 4      |
| Totale Tolosa              | Totale Tolosa              | Totale Tolosa              | 71         | 22         |                 | 5               | 0               |                    | -                  | -                  |             | -           | -           | 76     | 22     |
| 1994-1995                  | Olympique Marsiglia        | D2                         | 36         | 11         | CF+CdL          | 3+1             | 1+0             | CU                 | 4                  | 1                  | -           | -           | -           | 44     | 13     |
| 1995-1996                  | Olympique Marsiglia        | D2                         | 36         | 9          | CF+CdL          | 6+4             | 4+0             | -                  | -                  | -                  | -           | -           | -           | 46     | 13     |
| 1996-1997                  | Olympique Marsiglia        | D1                         | 13         | 0          | CF+CdL          | 0+1             | 0               | -                  | -                  | -                  | -           | -           | -           | 14     | 0      |
| Totale Olympique Marsiglia | Totale Olympique Marsiglia | Totale Olympique Marsiglia | 85         | 20         |                 | 15              | 5               |                    | 4                  | 1                  |             | -           | -           | 104    | 26     |
| Totale carriera            | Totale carriera            | Totale carriera            | 324        | 84         |                 | 35              | 8               |                    | 8                  | 1                  |             | 1+          | 1+          | 368+   | 94+    |

## Palmarès

### Club

#### Competizioni nazionali
- Division 2: 1

Olympique Marsiglia: 1994-1995

#### Competizioni internazionali
- Coppa delle Alpi: 1

Auxerre: 1985